# Colonia Luces en el Mar
Colonia Luces en el Mar är en ort i Mexiko.   Den ligger i kommunen Coyuca de Benítez och delstaten Guerrero, i den södra delen av landet, 290 km söder om huvudstaden Mexico City. Colonia Luces en el Mar ligger 11 meter över havet och antalet invånare är 1 200.
Terrängen runt Colonia Luces en el Mar är kuperad åt nordost, men åt nordväst är den platt. Havet är nära Colonia Luces en el Mar åt sydväst.  Närmaste större samhälle är Acapulco, 14,8 km öster om Colonia Luces en el Mar. 